# Вулиця Караїмська (Луцьк)
Вулиця Караїмська — вулиця Луцька в історико-культурному заповіднику, що простягається з півночі на південь від вулиці Йова Кондзелевича, паралельно до вулиці Данила Галицького та перетинається з нею біля великої хоральної синагоги.
За назвою та історично пов'язана з місцем проживання караїмів у Луцьку. На ній розташовувалася кенаса — найдавніша з відомих в Україні.

## Історія
Сучасна вулиця Караїмська утворена із власне Караїмської на півдні та Боніфратської на півночі. На першій історично проживали євреї та караїми, на другій — православні та католики (ордену Боніфратрів).
Назва вулиці походить від місцевого поселення караїмів з XV століття. Вона входила до луцького штетлу, відомого як Жидівщина. Боніфратська ж вулиця отримала свою назву від розташованої там у середині XVII століття першої луцької резиденції Боніфратрів — втраченого дотепер костелу святого Якова. Після пожежі, у 1845 році, цей костел занепав і згодом був розібраний. У XIX—XX століттях цвинтар храму був забудований житловими будинками на сучасній вулиці Руській.
На перетині Боніфратської з Вірменською (нині — Галшки Гулевичівни) і Караїмської з Кафедральною розташовувалися дві ринкові площі — Житня (Хлібна) та Кінна, де торгували відповідно зерном і худобою. Торгівля кіньми на площі тривала до 1940-х років, для цього ще на початку XX століття був облаштований артезіанський колодязь. Після того, як на перетині Караїмської і Кафедральної вулиць на руїнах кармелітського монастиря у 1906 році побудували лютеранську кірху, площа перетворилася зі спеціально облаштованого місця на звичайне широке перехрестя.
У 1920 році Боніфратську та Караїмську було об'єднано в єдину вулицю, що успадкувала назву Караїмська. У 1944 році вулиця була перейменована на честь радянського партійного діяча, «всесоюзного старости» Михайла Калініна.
У 1991 році вулиці відновлено історичну назву — Караїмська.

## Караїми Луцька
Поява караїмів у Луцьку достеменно не відома. Відповідно із караїмським переказом, у 1392 році литовський князь Вітовт розбив кримських татар і забрав у полон 383 караїмські родини. Він оселив їх у декількох містах Великого князівства Литовського, зокрема і в Луцьку. Однак вважається, що караїмські громади в Луцьку виникли дещо пізніше. Так, перша згадка про караїмів у Луцьку відноситься приблизно до 1450 року. Отже, громада виникла за декілька десятиліть до цього.
Гміна луцьких караїмів мала свою кенасу, відому з 1506 року завдяки тому, що король Сигізмунд звільнив караїмів від податків на неї. У 1633 році її замінила нова кенаса, а починаючи з XVIII століття над  Стиром в районі будинку № 24 по Караїмській вулиці знаходилась вже третя. У 1804 році вона згоріла, нова була зведена га тому ж місці у 1809 році і простояла до другої половини XX століття. Кенаса представляє собою прямокутну в плані будівлю з арковими вікнами і ґанком, критим чотирискатним дахом із заломом. Караїми мали свій цвинтар в районі сучасних вулиць Шевченка та Гайдамацької. У другій половині XIX століття вони отримали нове місце під цвинтар за селом Вулька, де нині пролягає проспект Волі

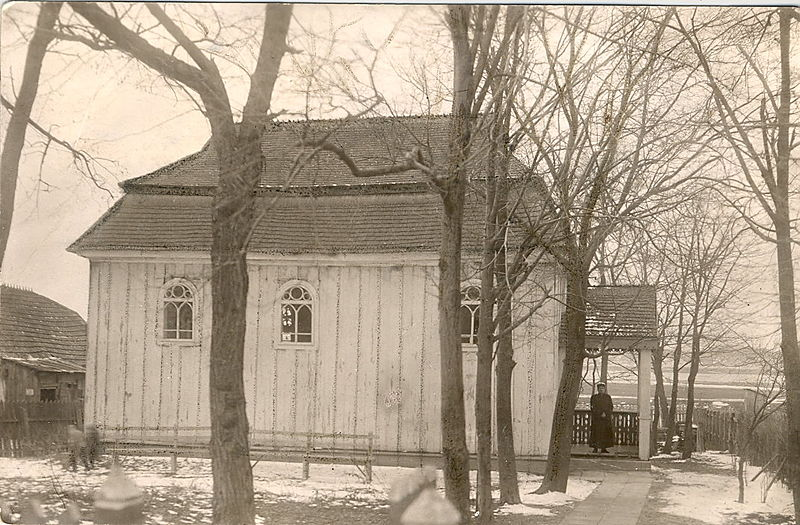
Луцька кенаса (1930-ті роки)

На початку XX століття життя караїмів у Луцьку було вельми активним. У 1914 році в Луцьку вийшов єдиний номер караїмського громадського, історико-літературного і наукового журналу «Сабах» (російською мовою), редакція якого розташовувалася на вулиці Караїмській в будинку Алекса Фірковіча. Під час Першої світової війни кенасу пограбували австрійці, вона була пошкоджена. У 1920-ті роки її було відремонтовано. У 1931—1938 роках караїмська громада в Луцьку налічувала 80 осіб. Двічі на рік вони видавали літопис караїмською мовою (латиницею) «Karaj Awazy» («Карай аваз» — «Голос караїма»). У 1935 році в Луцьку було видано караїмський словник з луцько-галицьким діалектом. Всередині 1930-х років виникла необхідність звести будинок для потреб гміни біля кенаси. Близько 1939 року завершено будівництво будівлі. Там знаходилось помешкання хазана, бюро метрик, зала для школи та зібрань.
З луцьких караїмів походив проповідник, богослов, вчений-історик, письменник і педагог Мордехай бен Йосеф Султанський, письменник і археолог Авраам Фиркович, письменник, поет, видавець журналу «Karaj Awazy» Олександр Мардкович, письменник і громадський діяч Сергій Рудковський, єврейський ревізіоніст Йосеф бен Шломо Луцький та інші.
До середини 1940-х років караїмська громада в Луцьку майже зникла. Після закінчення Другої світової війни караїми Луцька, як колишні польські громадяни, скористалися своїм правом на репатріацію, виїхавши до Польщі. Кенаса стояла пустою, у 1972 році в результаті пожежі вона згоріла та не була відновлена.
За радянських часів караїми асимілювалися з місцевим населенням. Останній луцький караїм С. Ішвовіч помер на початку 1990-х років, доживши до глибокої старості. До початку XXI століття в Луцьку не залишилося жодного караїма. Проте, представники караїмів з інших країн регулярно відвідують ці історичні місця.

## Архітектурні пам'ятки
На вулиці Караїмській розташовані декілька будинків старої забудови, будівля церковно-парафіяльної школи початку XX століття та будинок пастора 1906—1907 років. Поряд з Лютеранською вулицею знаходиться кірха, фасад якої виходить на вулицю Караїмську. На розі Лютеранської та вулиці Данила Галицького розташована Велика синагога.

## Світлини

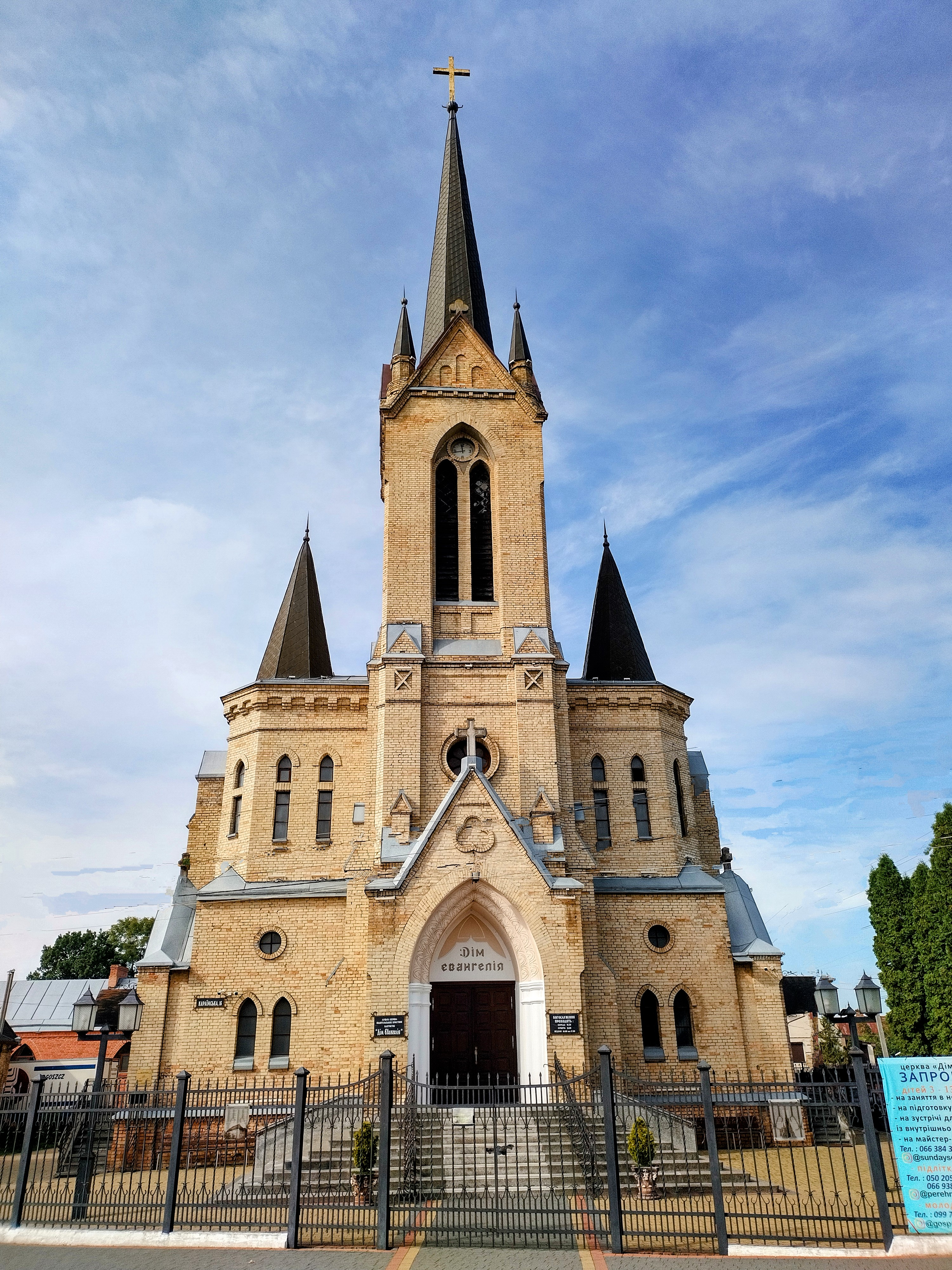
Лютеранська кірха (вул. Караїмська, 16)
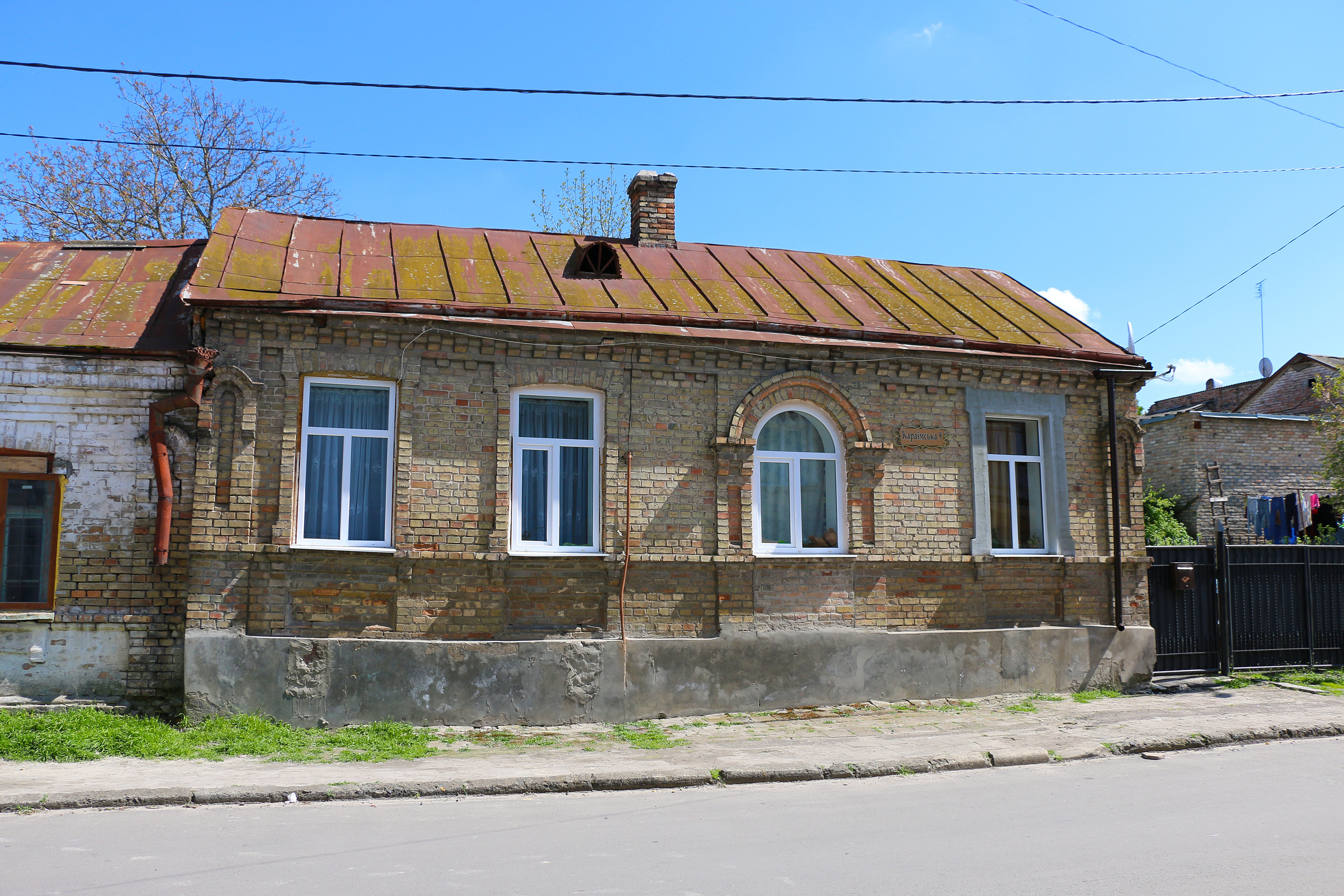
Старовинний будинок (вул. Караїмська, 9)
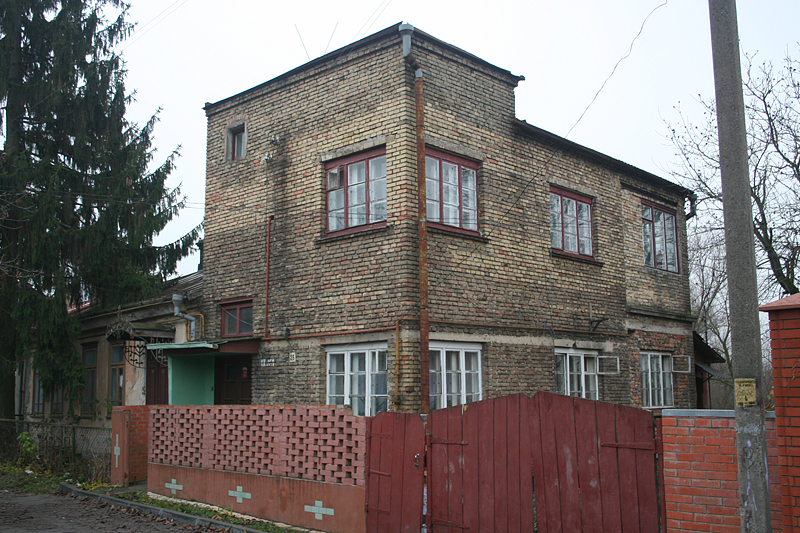
Караїмський будинок 1939 року побудови